# Kościan (gmina)
Kościan est une gmina rurale du powiat de Kościan, Grande-Pologne, dans le centre-ouest de la Pologne. Son siège est la ville de Kościan, bien qu'elle ne fasse pas partie du territoire de la gmina.
La gmina couvre une superficie de 202,27 km2 pour une population de 15 537 habitants en 2011.

## Géographie

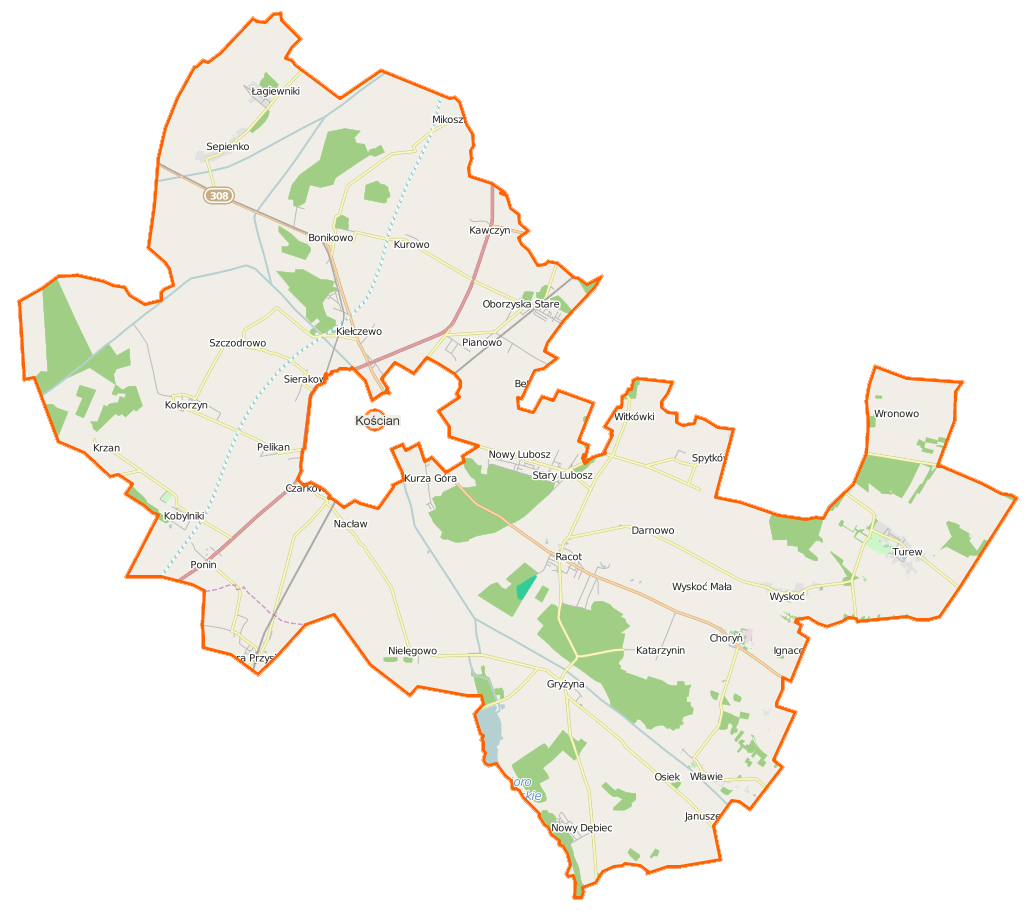
Plan de la gmina.

La gmina inclut les villages de :
- Bonikowo
- Choryń
- Czarkowo
- Darnowo
- Granecznik
- Gryżyna
- Januszewo
- Katarzynin
- Kawczyn
- Kiełczewo
- Kobylniki
- Kokorzyn
- Krzan
- Kurowo
- Kurza Góra
- Łagiewniki
- Mikoszki
- Nacław
- Nielęgowo
- Nowe Oborzyska
- Nowy Dębiec
- Nowy Lubosz
- Osiek
- Pianowo
- Ponin
- Racot
- Sepienko
- Sierakowo
- Spytkówki
- Stare Oborzyska
- Stary Lubosz
- Szczodrowo
- Turew
- Widziszewo
- Witkówki
- Wławie
- Wronowo
- Wyskoć

### Gminy voisines
La gmina de Kościan est bordée des gminy de :
- Czempiń
- Kamieniec
- Kościan
- Krzywiń
- Śmigiel
- Stęszew

## Structure du terrain
D'après les données de 2002 la superficie de la commune de Kościan est de 202,27 km², répartis comme tel :
- terres agricoles : 81%
- forêts : 10%

La commune représente 27,99% de la superficie du powiat.

## Démographie
Données du 31 décembre 2009 :
| Description        | Total  | Total | Femmes | Femmes | Hommes | Hommes |
| ------------------ | ------ | ----- | ------ | ------ | ------ | ------ |
| Unité              | Nombre | %     | Nombre | %      | Nombre | %      |
| population         | 15 324 | 100   | 7 644  | 49,9   | 7 680  | 50,1   |
| Densité (hab./km²) | 76     | 76    | 38     | 38     | 38     | 38     |